# La Concepción, Nicolás Romero
La Concepción, även El Escobal, är en ort i Mexiko, tillhörande kommunen Nicolás Romero i delstaten Mexiko. La Concepción ligger i den centrala delen av landet och tillhör Mexico Citys storstadsområde. Orten hade 442 invånare vid folkmätningen 2010.